# Cameron (Mondkrater)
Cameron ist ein kleiner Einschlagkrater auf dem nordwestlichen Rand des Kraters Taruntius. Seine runde schüsselförmige Formation weist keine besonderen Merkmale auf.
Vor seiner Umbenennung durch die Internationale Astronomische Union (IAU) im Jahre 1973 trug er die Bezeichnung Taruntius C.